# ديفيد لو
ديفيد لو (بالإنجليزية: David Law)‏ هو لاعب غولف بريطاني، ولد في 4 مايو 1991 في أبردين في المملكة المتحدة.

## وصلات خارجية
- ديفيد لو على موقع رابطة أوروبا للاعبي الغولف المحترفين (الإنجليزية)
- ديفيد لو على موقع التصنيف العالمي الرسمي للغولف (الإنجليزية)